# Style and Blog
A Style and Blog egy online divatmagazin volt 2012 és 2017 között. Az egykori https://www.styleandblog.com oldalon elérhető divatblogban elsősorban outfiteket láthattak a blogolvasók, amelyekből inspirációt gyűjthettek saját öltözködésükhöz. A blogon az outfitek mellett divat-, smink- és hajtippeket, termékteszteket és programajánlókat, élménybeszámolókat olvashattak a látogatók.

## Szerkesztők
Az oldal 2012 tavaszán jött létre, hobbiból indította egy négyfős baráti társaság: Erdei Panni, Szigeti Mesi, Oláh Bertold és Széles Árpád. Az elindulást gyors fejlődés és népszerűség követte, így 2013 tavaszán a csapattagok céget alapítottak, és 2017-ig a Style and Blog Kft. üzemeltette a lapot.

## Díjak
- 2014-ben a Style and Blog elnyerte a Glamour Women of The Year „Legjobb blogger” kategóriáját, és a lányok – Mesi és Panni – az év női lettek.[3]
- Még ugyanebben az évben szintén megnyerték a Joy Magazin és az F&F „Az év divatbloggere” verseny közönségdíjas kategóriáját.[4]